# シクロヘプタジエン
シクロヘプタジエン（英語、cycloheptadiene）とは、七員環の中に2箇所のC=C二重結合を含む、環状の炭化水素の1種である。分子式はC7H10であり、分子量は94.2である。二重結合の位置によって、1,3-シクロヘプタジエンと、1,4-シクロヘプタジエンの構造異性体が存在する。

## 備考
参考までに、0℃の水を標準物質とした、0℃における1,3-シクロヘプタジエンの比重は0.8929

。
1,3-シクロヘプタジエンの特筆すべき性質としては、空気中の酸素の影響で樹脂状に変化することが挙げられる

。
なお、1,3-シクロヘプタジエンをシクロヘプタンにするためには、ニッケルを触媒として180℃で還元すれば良い

。
ちなみに、1,3-シクロヘプタジエンのCAS登録番号は4054-38-0

、
1,4-シクロヘプタジエンのCAS登録番号は7161-35-5である

。

## 主な参考文献
- 化学大辞典編集委員会 編集 『化学大辞典 （縮刷版） 4』 p.201 共立出版 1963年10月15日発行 ISBN 4-320-04018-X